# Безземельные крестьяне
Безземельные крестьяне — термин законодательства Российской империи, означающий, с одной стороны, тех крестьян, которые до освобождения их от крепостной зависимости ни сами, ни через семейства свои не участвовали в пользовании землею и до утверждения уставной грамоты заявили мировому посреднику о желании их уволиться из мирского общества, почему и не получили земли по актам земельного устройства; с другой же — тех, коим назначены были наделы мирской земли по уставным грамотам, а затем и по выкупным документам, несмотря на то, что во время составления уставных грамот, ни сами эти крестьяне, ни принадлежащие к одному с ними семейству родственники их не пользовались землей. Безземельные крестьяне, не желавшие воспользоваться правом на надел землей, после увольнения их из мирского общества должны были в течение шестимесячного срока со дня получения увольнительного свидетельства куда-либо приписаться установленным для того порядком. При этом были им представлены следующие льготы:
1. они могли приписаться без согласия общества ко всем городам (исключая столиц и привилегированных городов) на основании правил, установленных для людей, состоящих на так называемом рабочем окладе, то есть с обложением мещанским окладом с личной ответственностью в исправном платеже; а также к обществам государственных крестьян, не испрашивая согласия сих обществ, если при них имелись излишние земли, и, наконец, желая остаться приписанными к своей прежней волости, не были обязаны испрашивать на то согласие волостного схода и помещика;
2. они освобождались от казённых податей и земских повинностей на два года с времени приписки, а от рекрутства на три года. Если означенные крестьяне представят в подлежащую казённую палату просьбу о приписке до истечения шестимесячного срока со дня получения увольнительного свидетельства, то двухлетняя льгота от казённых податей и земских повинностей считалась им со времени их приписки, начиная со следующей после приписки половины года. В случае же, если безземельный крестьянин пропустит установленный для подачи просьб с приписке шестимесячный срок, то двухлетняя льгота от казённых податей и земских повинностей считалась ему уже не со времени действительной приписки, а начиная с следующего по истечении означенного срока полугодия, то есть если шестимесячный срок кончился в первой половине года, то с 1 июля того же года, а если во второй половине, то с 1 янв. следующего года. Те же из вышеозначенных безземельных крестьян, которые, получив увольнительные свидетельства, до 1 августа 1871 г. не приписались к какому-либо обществу или волости по своему избранию с соблюдением установленных для этого правил, причисляются после того к той волости, в состав которой входит то сельское общество, из которого они уволены.

Предоставленными безземельным крестьянам льготами пользуются те из крестьян малороссийских губерний (Черниговской, Полтавской и части Харьковской), которые, получив по уставной грамоте в надел участки земли без всяких усадебных построек, отказались от надела.
Безземельные крестьяне, получившие участки в составе наделов сельских обществ по уставным грамотам, а затем по выкупным документам, несмотря на то, что во время составления уставных грамот ни сами они, ни принадлежащие к одному с ними семейству родственники их не пользовались землей, имеют право отказываться от земельных наделов и выходить из общества крестьян-собственников без взноса за таковые наделы каких-либо платежей с обязанностью, однако, подчиниться общим условиям увольнения из общества. Правительствующим Сенатом разъяснено, что вышеизложенное право обусловливается отсутствием не номинального пользования землей, а фактического, то есть извлечения выгод из земли посредством ли ведения крестьянского хозяйства с обработкой земли или же другим способом. Разрешать подобные выходы из общества с отказом от надела предоставлено местным губернским по крестьянским делам присутствиям без представления о том министру финансов. Наделы увольняемых таким образом безземельных крестьян предоставляются с обязательством взноса причитающихся за наделы выкупных платежей прежде всего обществам, в которых числятся увольняемые крестьяне, а при нежелании последних — смежным с ними обществам. В случае отказа тех и других от принятия этих наделов следующие за них выкупные платежи слагаются с подлежащего общества, наделы же увольняемых крестьян продаются с публичных торгов особым порядком, указанным в Положении о выкупе (статьи 135—138).
Наделы увольняемых крестьян могут также быть оставлены за владельцем земель, оставшихся за наделом крестьян того общества, к которому принадлежат безземельные увольняемые крестьяне, если владелец заявит об этом своем желании производящему торги учреждению не позже как за три дня до открытия торгов с представлением вместе с тем тому же учреждению или в местное казначейство суммы, равной причитающейся на эти наделы выкупной ссуде. В случае приобретения с торгов означенных участков лицами, посторонними для того общества, среди земли которого участки эти расположены, относительно выдела их по возможности к одному месту, по усмотрению самого упомянутого общества применяются те общие правила, которые установлены для единовременного выкупа отдельными крестьянами находящихся в их пользовании по разверстке общества наделов.